# Grzegorz Zengota
Grzegorz Zengota (ur. 29 sierpnia 1988 w Zielonej Górze) – polski żużlowiec.
Czterokrotny drużynowy mistrz Polski (2009 i 2011 w barwach Falubazu Zielona Góra oraz 2015 i 2017 w barwach Unii Leszno). Złoty medalista Mistrzostw Europy par w sezonie 2018.
Jest kilkukrotnym laureatem Plebiscytu Tygodnika Żużlowego. W swoim dorobku ma kilka statuetek w kategorii "Najpopularniejszy Żużlowiec", "Najsympatyczniejszy Żużlowiec" oraz "Mister Elegancji" (Laureaci Plebiscytu Tygodnika Żużlowego wyłaniani są poprzez głosowanie kibiców). Zengi w 2023 roku powrócił na ekstraligowe tory w wyjątkowym stylu. Zostało to docenione i zauważone przede wszystkim przez kibiców. Dzięki ich głosom Grzegorz Zengota, podczas Gali PGE Ekstraligi, odebrał statuetkę "Szczakiela" w kategorii Niespodzianka sezonu.

## Życiorys

### Kariera sportowa
We wrześniu 2004 roku zdobył licencję żużlową na stadionie Apatora Toruń. Jednym z najważniejszych momentów jego wieku juniorskiego było powołanie do kadry juniorów, a następnie pełnienie roli kapitana Reprezentacji Polski podczas Drużynowych Mistrzostw Świata Juniorów w Holsted (2008)  i Gorzowie Wielkopolskim (2009). Wówczas biało-czerwoni stanęli dwukrotnie na najwyższym stopniu podium.
Jest brązowym medalistą Młodzieżowych Indywidualnych Mistrzostw Polski. 5 września 2008 roku w Toruniu wraz z Grzegorzem Walaskiem wywalczył brązowy medal Mistrzostw Polski Par Klubowych.
Po zdaniu licencji, nieprzerwanie do roku 2011, Grzegorz Zengota reprezentował barwy swojego macierzystego klubu, Falubazu Zielona Góra. Z zielonogórską drużyną zdobył cztery medale Drużynowych Mistrzostw Polski - dwa złote, jeden srebrny i jeden brązowy. W marcu 2011 roku doznał złamania kości biodrowej co wyeliminowało go z rozgrywek na 5 miesięcy. Długie leczenie i intensywna rehabilitacja pozwoliły na powrót do ścigania jeszcze tego samego sezonu. Zengi jesienią świętował z zielonogórską drużyną zdobycie tytułu DMP 2011. Po tym sukcesie postanowił zmienić otoczenie. W sezonie 2012 stał się częścią Włókniarza Częstochowa i w dużym stopniu przyczynił się do utrzymania drużyny w najwyższej klasie rozgrywkowej. Po roku współpracy pożegnał się z częstochowskim klubem.

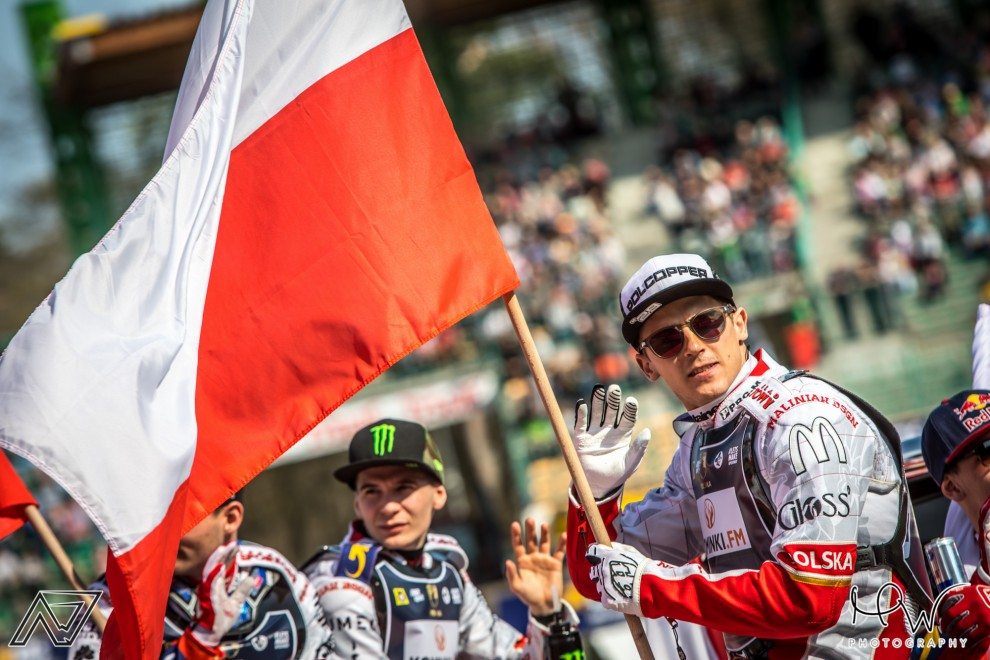
Mecz Polska vs Reszta Świata został rozegrany 2 kwietnia 2017 roku na stadionie przy ulicy Wrocławskiej w Zielonej Górze.

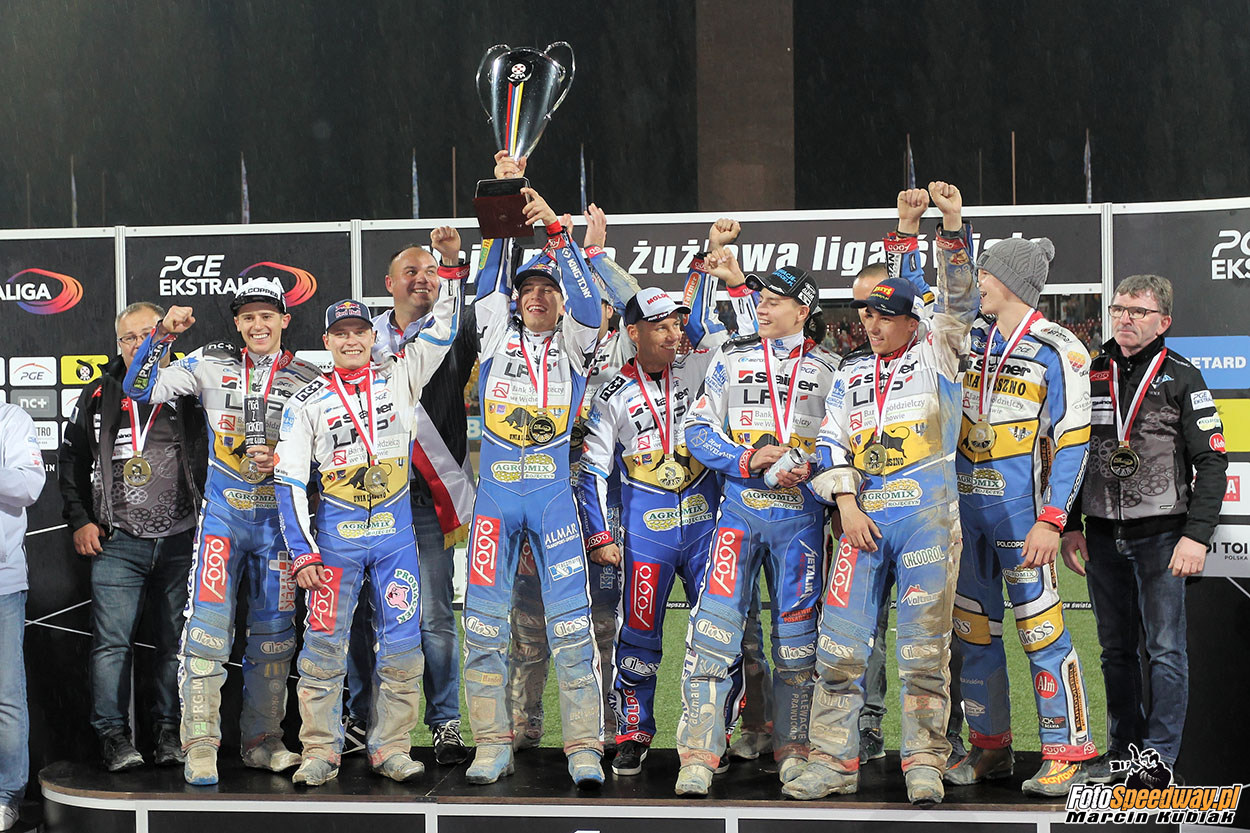
Grzegorz Zengota, w barwach Unii Leszno, dwukrotnie stanął na najwyższym stopniu podium zdobywając tytuł Drużynowego Mistrza Polski (2015, 2017).

W grudniu 2012 r. podpisał dwuletni kontrakt z Unią Leszno. Pierwszy sezon w szeregach leszczyńskiej Unii nie był dla niego łatwy. Wiele oczekiwało się od wychowanka zielonogórskiego Falubazu. Sezon był jednak trudny dla całej leszczyńskiej drużyny, która ostatecznie zakończyła rywalizację na szóstym miejscu ligowej tabeli. Kolejny rok przyniósł zmiany, które zaowocowały i pozwoliły Unii Leszno stanąć na drugim stopniu podium. W grudniu 2014 Grzegorz Zengota przedłużył kontrakt na kolejny sezon, a następnie o dwa kolejne. Leszczyńską Unię reprezentował przez pięć sezonów, odchodząc w 2017 roku. W tym czasie zdobył z drużyną dwa złote medale i jeden srebrny.
Sezon 2018 to powrót do Falubazu Zielona Góra. Był to słaby rok dla zielonogórzan, których przedsezonowe cele zostały szybko i brutalnie zweryfikowane. Zengota wraz z drużyną wywalczyli utrzymanie w najwyższej klasie rozgrywkowej wygrywając w barażach z ROWem Rybnik. Po roku jazdy w barwach klubu z Zielonej Góry, podpisał dwuletni kontrakt z Motorem Lublin. Niestety fatalna kontuzja, odniesiona podczas marcowego (2019) treningu na motocrossie w Hiszpanii, nie pozwoliła mu zdobyć punktów dla lubelskiej drużyny.

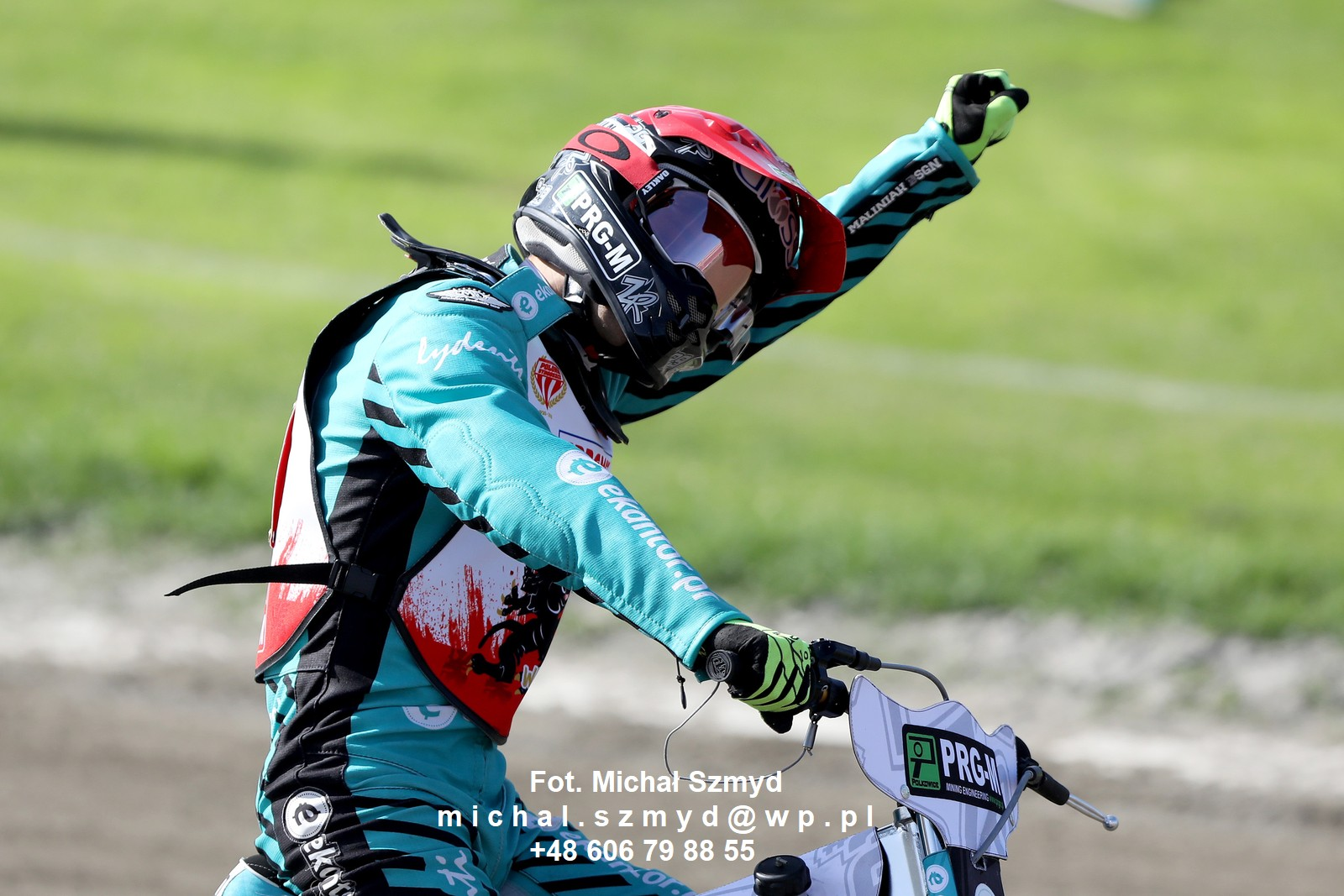
Po półtorarocznej walce o powrót do zdrowia, Grzegorz Zengota wznowił treningi, a następnie odnowił licencję żużlową. W ramach wypożyczenia wystąpił w barwach Polonii Bydgoszcz.

Dopiero w sierpniu 2020 roku zdrowie pozwoliło na wznowienie treningów. O powrót Grzegorza Zengoty na tor kciuki trzymało całe żużlowe środowisko. Niemożliwe stało się możliwe. Po przeszło osiemnastu miesiącach wyrzeczeń i ciężkiej pracy, wsiadł na motocykl żużlowy i odbył pierwsze treningi po kontuzji. Odnowił również licencję i na zasadach "wypożyczenia" odjechał trzy spotkania w barwach Polonii Bydgoszcz. Przyczynił się do utrzymania drużyny w pierwszej lidze. W roku 2021 kontynuował współpracę z bydgoską Polonią. Po zakończonym sezonie rozstał się z klubem z Bydgoszczy. W kolejnym "okienku transferowym" związał się jednorocznym kontraktem z klubem ROW Rybnik. Od sezonu 2023 ponownie reprezentuje barwy Unii Leszno, z którą dwukrotnie świętował zdobycie drużynowego mistrzostwa polski.

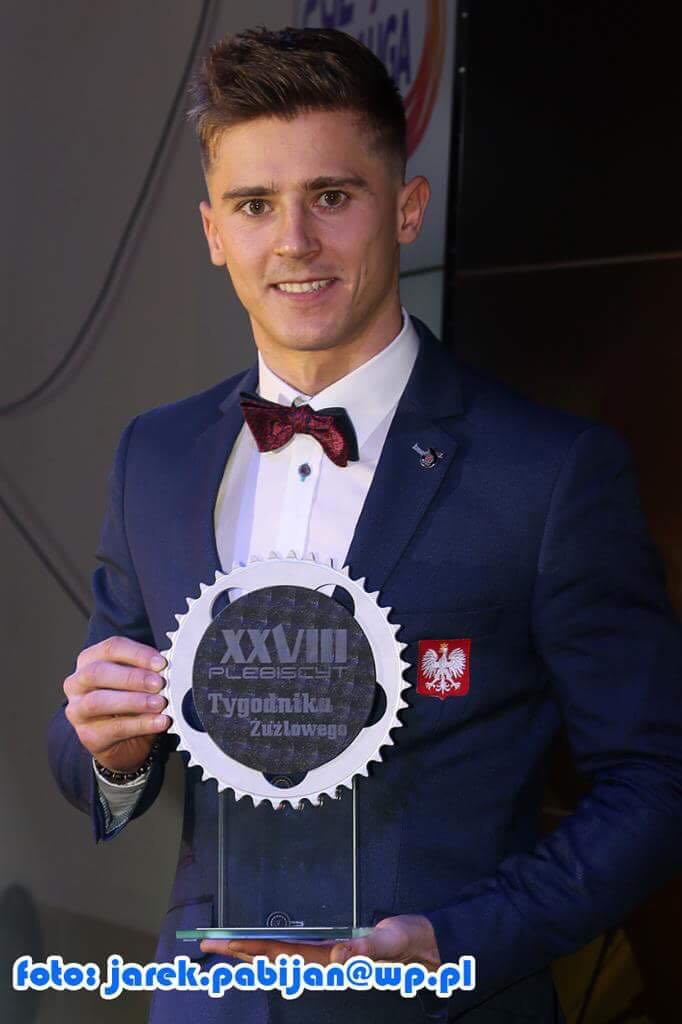
Grzegorz Zengota jest wielokrotnym laureatem Plebiscytu Tygodnika Żużlowego.

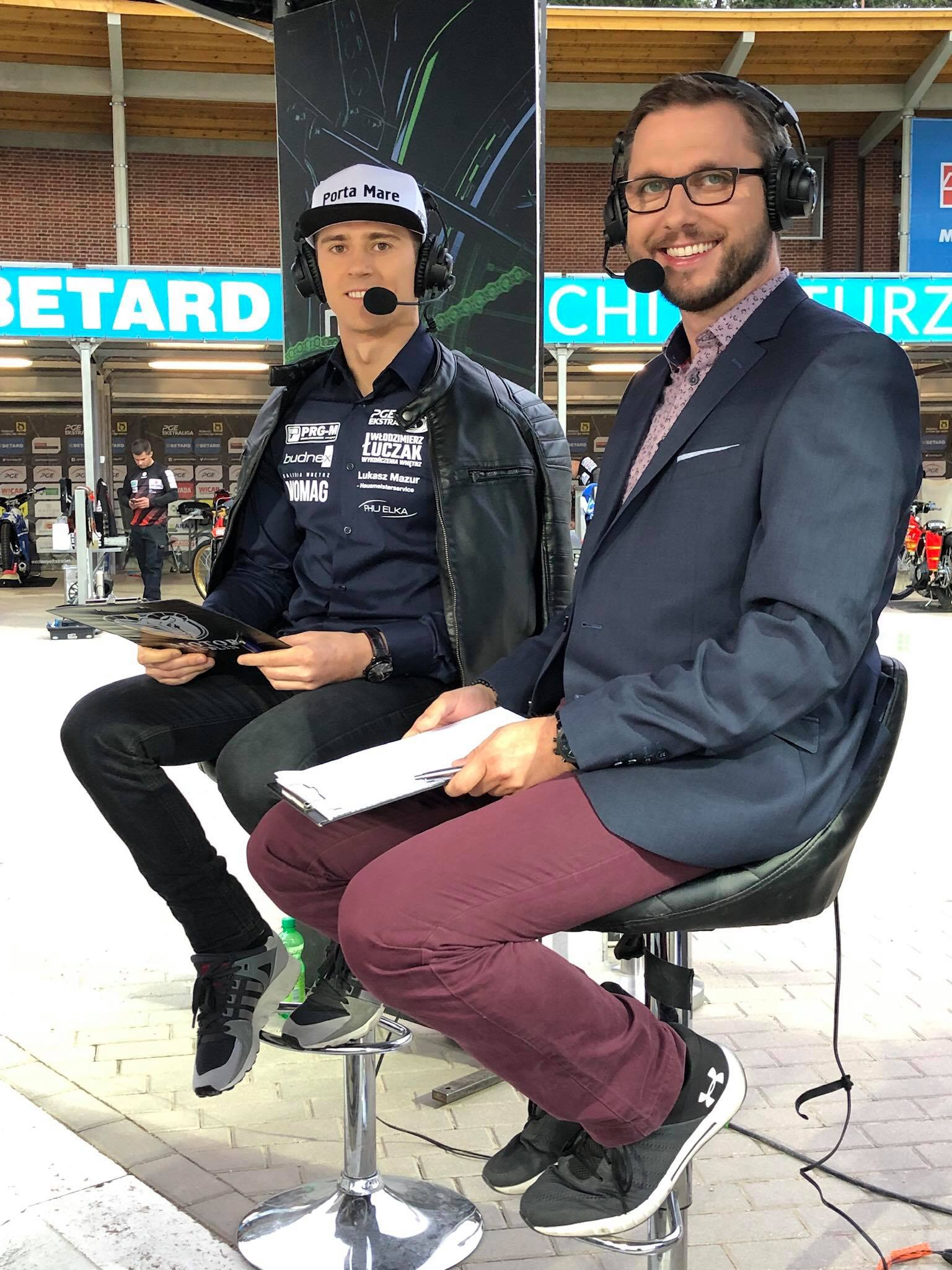
Od kilku sezonów Grzegorz Zengota występuje w telewizji nSport+ w roli komentatora/eksperta. Na zdjęciu wraz z Michałem Łopacińskim podczas zawodów na Stadionie Olimpijskim we Wrocławiu.

### Pozostała działalność
Pozasportowa działalność Grzegorza Zengoty to również wspieranie oraz uczestnictwo w akcjach charytatywnych. Wziął udział m.in. w charytatywnym turnieju piłkarskim "Gramy dla Tomka" oraz zorganizował świąteczną niespodziankę dla leszczyńskiego domu dziecka. Wielokrotnie przekazywał swoje gadżety oraz sprzęt na akcje charytatywne, z których dochód całkowicie przekazywany był potrzebującym.
Przez kilka sezonów Zengi pojawiał się przed kamerami telewizji nSport+ w roli komentatora zawodów żużlowych oraz zasiadał w studiu jako ekspert omawiając i analizując przebieg spotkania. W swoim dorobku ma m.in. komentowanie zawodów Speedway Grand Prix Australii w Melbourne w 2017, Speedway Grand Prix Polski w Warszawie oraz wiele innych imprez. Po poważnej kontuzji nogi (marzec 2019 r.), zrezygnował z występów w roli eksperta i komentatora chcąc poświęcić cały swój czas na powrót do optymalnej formy.

## Osiągnięcia

### Drużynowe Mistrzostwa Polski
- 2008 – 3. miejsce – Falubaz Zielona Góra – Ekstraliga
- 2009 – 1. miejsce – Falubaz Zielona Góra – Ekstraliga
- 2010 – 2. miejsce –  Falubaz Zielona Góra – Ekstraliga
- 2011 – 1. miejsce – Falubaz Zielona Góra – Ekstraliga
- 2012 – 8. miejsce – Włókniarz Częstochowa – Ekstraliga
- 2013 – 6. miejsce –Unia Leszno – Ekstraliga
- 2014 – 2. miejsce – Unia Leszno – Ekstraliga
- 2015 – 1. miejsce – Unia Leszno – Ekstraliga
- 2016 – 7. miejsce – Unia Leszno – Ekstraliga
- 2017 – 1. miejsce – Unia Leszno – Ekstraliga
- 2018 – 7. miejsce – Falubaz Zielona Góra – Ekstraliga
- 2019 – 6. miejsce – Motor Lublin – Ekstraliga
- 2020 – 7. miejsce – Polonia Bydgoszcz – I Liga
- 2021 – 5. miejsce – Polonia Bydgoszcz – I Liga
- 2022 – 7. miejsce – ROW Rybnik – I Liga
- 2023 - 6. miejsce - Unia Leszno - Ekstraliga

### Indywidualne Mistrzostwa Polski
- 2012 – Zielona Góra  – 5. miejsce
- 2014 – Zielona Góra – 4. miejsce
- 2015 – Gorzów Wielkopolski – 5. miejsce
- 2016 – Leszno – 8. miejsce
- 2017 – Gorzów Wielkopolski – 9. miejsce
- 2022 – Grudziądz/Krosno/Rzeszów – 8. miejsce

### Pozostałe osiągnięcia
- Młodzieżowe Drużynowe Mistrzostwa Polski
  - 2005 - Rzeszów - 3. miejsce
- Klubowy Puchar Europy
  - 2010 - 3. miejsce (Falubaz Zielona Góra)
- Indywidualne Mistrzostwa Europy
  - 2012 - 17. miejsce
  - 2013 - 14. miejsce
- Młodzieżowe Indywidualne Mistrzostwa Polski
  - 19 sierpnia 2008 - Rybnik - 3. miejsce
  - 8 sierpnia 2009 - Leszno - 4. miejsce
- Złoty kask
  - 2012 - Gorzów Wlkp. - 2. miejsce
- Srebrny Kask
  - 2007 - Rybnik - 2. miejsce
  - 2008 - Rzeszów - 2. miejsce
  - 2009 - Częstochowa - 1. miejsce
- Młodzieżowe Mistrzostwa Polski Par Klubowych
  - 14 sierpnia 2009 - Rybnik - 2. miejsce
- Mistrzostwa Polski Par Klubowych
  - 5 września 2008 - Toruń - 3. miejsce
  - 12 lipca 2015 - Leszno - 1. miejsce
  - 8 kwietnia 2016 - Rawicz - 2. miejsce
  - 3 maja 2018 - Ostrów Wielkopolski - 2. miejsce
- Mistrzostwa Europy Par
  - 30 września 2017 - Lonigo - 1. miejsce
  - 1 września 2018 - Brovst - 1. miejsce
  - 24 lipca 2021 - Macon - 2. miejsce
  - 27 Sierpnia 2022 - Slangerup - 3. miejsce
- Drużynowe Mistrzostwa Świata Juniorów
  - 21 września 2008 – Holsted – 1. miejsce
  - 5 września 2009 – Gorzów Wielkopolski – 1. miejsce
- Indywidualne Mistrzostwa Świata Juniorów na Żużlu
  - 2008 – Pardubice – 7. miejsce
  - 2009 – Gorican – 7. miejsce